# Latelhorn
Latelhorn (wł. Punta di Saas) – szczyt o wysokości 3198 metrów w Alpach Pennińskich, w masywie Andolla. Leży na granicy między Szwajcarią (kanton Valais) a Włochami (regiony Piemont i Dolina Aosty)). Szczyt można zdobyć ze schronisk Cresta Biwak (3000 m) po stronie szwajcarskiej oraz Bivacco di Camposecco (2300 m) po stronie włoskiej.